# Paradox van Cantor
In de verzamelingentheorie is de paradox van Cantor de stelling dat er geen grootste kardinaalgetal bestaat, zodat de collectie van "oneindige groottes" zelf oneindig is. Voorts volgt uit dit feit dat deze collectie niet een verzameling, maar een klasse is; in de Von Neumann-Bernays-Gödel-verzamelingenleer volgt hieruit en uit het axioma van begrenzing van grootte dat deze eigenlijke klasse een bijectie moet zijn met de klasse van alle verzamelingen. Er zijn dus niet alleen oneindig veel oneindigheden, maar deze oneindigheid is groter dan enige van de oneindigheden die hij opsomt!
Deze paradox is genoemd naar Georg Cantor, die vaak wordt gecrediteerd met de eerste identificatie van deze paradox in 1899 (of tussen 1895 en 1897). Zoals vele wiskundige "paradoxen" is zij niet werkelijk tegenstrijdig, maar slechts indicatief voor een verkeerde intuïtie, in dit geval over de aard van oneindigheid en de notie van wat een verzameling is. Anders gezegd, het is paradoxaal binnen de grenzen van de naïeve verzamelingenleer, wat daardoor aantoont dat een onvoorzichtige axiomatisering van de naïeve verzamelingentheorie inconsistent is.

## Stelling en bewijs
Om de paradox te stellen is het noodzakelijk om te begrijpen dat de kardinaalgetallen een ordening toelaten, zodat men kan spreken over een kardinaalgetal dat groter of kleiner is dan een ander kardinaalgetal. Dan luidt de Cantor-paradox:
Stelling: Er bestaat geen grootste kardinaalgetal.
Dit feit is een direct gevolg van toepassing van de stelling van Cantor op de kardinaliteit van de machtsverzameling van een verzameling.
Bewijs: Stel dat het tegengestelde waar is en laat C het grootste kardinaalgetal zijn. Dan is (in de von Neumann-formulering van kardinaliteit) C een verzameling en heeft dus ook een machtsverzameling 2C, die, via de stelling van Cantor, een  kardinaliteit heeft, die strikt genomen groter zou moeten zijn dan die van C. Maar de kardinaliteit van C is per definitie C zelf. Wij hebben dus een kardinaliteit (namelijk die van 2C) laten zien, die groter is dan C, waarvan juist werd aangenomen dat dit het grootste kardinaalgetal was. Deze tegenstrijdigheid stelt vast dat een dergelijk kardinaalgetal niet kan bestaan.

## Discussie en gevolgen
Aangezien de kardinaalgetallen welgeordend zijn door indexering met de ordinaalgetallen (zie kardinaalgetal, formele definitie), dit stelt ook vast dat er geen grootste ordinaalgetal bestaat; omgekeerd impliceert de laatste stelling de paradox van Cantor. Door deze indexering toe te passen op de paradox van Burali-Forti concluderen wij ook dat de kardinaalgetallen een eigenlijke klasse zijn, in plaats van een verzameling, en (tenminste in ZFC of in de von Neumann-Bernays-Gödel-verzamelingenleer) volgt hieruit dat er een bijectie tussen de klasse van kardinalen en de klasse van alle verzamelingen bestaat. Aangezien elke verzameling een deelverzameling van deze laatste klasse is, en elke kardinaliteit (per definitie!) de kardinaliteit van een verzameling is, betekent dit intuïtief dat de "kardinaliteit" van de collectie van kardinalen groter is dan de kardinaliteit van enige  verzameling: het is meer oneindig dan enig ware oneindigheid. Dit is het paradoxale karakter van de "paradox" van Cantor.

## Historisch perspectief
Hoewel de eerste identificatie van deze eigenschap van verzamelingen van kardinaalgetallen gewoonlijk wordt toegeschreven aan Cantor, zijn sommige wiskundigen van mening dat Bertrand Russell, die in 1899 of 1901 een soortgelijke stelling definieerde, de eer toekomt.